# Веласкес, Хулиан
Хулиа́н Альбе́рто Вела́скес (исп. Julián Alberto Velázquez; 23 октября 1990, Корриентес) — аргентинский футболист, центральный защитник боливийского клуба «Хорхе Вильстерманн».

## Биография
Хулиан Веласкес родился в городе Корриентес на северо-востоке Аргентины. С 13 лет он воспитывался в молодёжной Академии местного клуба «Бока Унидос», но довольно быстро он обратил на себя внимание одного из самых титулованных клубов Аргентины и мира, «Индепендьенте» из Авельянеды. Там он проходил обучение до 2009 года.
В 13 туре Апертуры 2009 года 19-летний Веласкес дебютировал в основном составе «Индепендьенте». Это случилось в игре против «Химнасии и Эсгримы» из Ла-Платы, которую «Красные дьяволы» выиграли со счётом 1:0. Америко Гальего первоначально решил использовать Веласкеса на позиции левого защитника, выпустив молодого игрока на замену Лукасу Марече. Всего в Апертуре 2009 года Веласкес провёл три игры.
В Клаусуре 2010 года Веласкес впервые сыграл против «Колона» из Санта-Фе. Игрок постепенно набирался опыта и всего в чемпионате он 8 раз сыграл за основной состав.
Настоящим звёздным часом для Хулиана стала вторая половина 2010 года. В чемпионате Апертуры 2010 дела у «Индепендьенте» не заладились с самого начала, поэтому клуб решил сделать ставку на выступлении в Южноамериканском кубке. Хотя неудачные выступления во внутреннем первенстве так и не удалось поправить (клуб финишировал на последнем месте, но благодаря особой аргентинской системе обмена между лигами это не угрожает месту «Индепендьенте» в Примере), второй по значимости трофей континента «Королям кубков» удалось завоевать. Это был первый международный трофей для клуба за 15 лет.
Веласкес стал твёрдым игроком основного состава в этой кампании. Он провёл 10 матчей в турнире, и сумел отметиться двумя забитыми голами. 3 ноября на 77 минуте игры против колумбийского клуба «Депортес Толима» из Ибаге Веласкес открыл счёт своим голам в профессиональном футболе. Это случилось после розыгрыша штрафного удара, выполненного Николасом Кабрерой. Более того, в ответном финальном матче против бразильского «Гояса» Веласкесу удалось открыть счёт на 19-й минуте поединка. В итоге, «Индепендьенте» выиграл матч со счётом 3:1, нивелировав поражение на Серра Доураде 0:2. Победитель определялся в серии послематчевых пенальти. Веласкес первым среди игроков «Индепендьенте» реализовал свою попытку, как и все его четыре партнёра по команде. «Индепендьенте» выиграл серию со счётом 5:3 и завоевал очередной международный трофей.
Большую часть 2014 года Веласкес не выступал, в середине июня у него закончился контракт с клубом, который не был автоматически продлён. В октябре, в случае успешного медицинского обследования, Веласкес может вернуться в состав «Индепендьенте». Однако игрок предпочёл перейти в румынский клуб «Газ Метан» на правах аренды — контракт Веласкеса был выкуплен итальянским «Палермо». С августа 2015 года Веласкес выступает за «Хайдук» из Сплита. В 2016 году Веласкес перешёл в «Крус Асуль».
2 февраля 2011 года главный тренер сборной Аргентины Серхио Батиста вызвал Веласкеса в числе нескольких других игроков, выступающих в чемпионате Аргентины, в расположение национальной команды для тренировок.

## Титулы
- Обладатель Южноамериканского кубка: 2010